# Kenneth Omeruo
Kenneth Josiah Omeruo (* 17. října 1993, Kaduna, Nigérie) je nigerijský fotbalista a reprezentant, který je v současnosti hráčem anglickém klubu Chelsea FC.
Jeho mladším bratrem je fotbalista Lucky Omeruo.

## Klubová kariéra
V roce 2012 podepsal smlouvu s anglickým klubem Chelsea FC. Vzápětí byl odeslán na hostování do nizozemského ADO Den Haag, kde hrál až do června 2013. V lednu 2014 odešel opět hostovat, tentokrát do Middlesbrough FC.

## Reprezentační kariéra

### Mládežnické reprezentace
Omeruo působil v mládežnických výběrech Nigérie U17 a U20.
Zúčastnil se Mistrovství světa hráčů do 17 let 2009 (které pořádala právě Nigérie), kde došel s týmem až do finále proti Švýcarsku, v němž Nigérie prohrála 0:1. Na turnaji vstřelil jeden gól v zápase základní skupiny proti Německu (remíza 3:3).
Zúčastnil se i Mistrovství světa hráčů do 20 let 2011 v Kolumbii, kde Nigérie prohrála ve čtvrtfinále s Francií 2:3 po prodloužení.

### A-mužstvo
V A-mužstvu Nigérie debutoval 9. ledna 2013 v přátelském utkání s Kapverdami (remíza 0:0). Odehrál druhý poločas.
Zúčastnil se Afrického poháru národů 2013, kde získal s týmem kontinentální titul, když Nigérie porazila ve finále Burkinu Faso 1:0.